# Cansjera parvifolia
Cansjera parvifolia är en tvåhjärtbladig växtart som beskrevs av Wilhelm Sulpiz Kurz. Cansjera parvifolia ingår i släktet Cansjera och familjen Opiliaceae. Inga underarter finns listade i Catalogue of Life.